# Zwitserland op het Eurovisiesongfestival 2004
Zwitserland nam deel aan het  Eurovisiesongfestival 2004, gehouden in Istanboel, Turkije. Het was de 45ste deelname van het land.

## Selectieprocedure
Net zoals hun laatste deelname koos men er deze keer voor om een nationale finale, de Concours Eurovision, te organiseren.
De nationale finale werd gehouden op 6 maart 2004 en werd gepresenteerd door Jean-Marc Richard.
In totaal deden er acht artiesten mee aan deze finale en de winnaar werd gekozen door 2 ronden van televoting.
Na de eerste ronde bleven er nog 6 artiesten over.
| Volgorde | Lied                   | Artiest                          | Ronde 1 | Ronde 2 | Plaats |
| -------- | ---------------------- | -------------------------------- | ------- | ------- | ------ |
| 1        | Fly away               | Tiffen                           | 17      | -       | 7 =    |
| 2        | Sicuramente uomini     | Mauro Sabbioni                   | 16      | -       | 9      |
| 3        | Something new          | Carmen Fenk                      | -       | 26      | 5      |
| 4        | Je rêve d'un monde     | Lorenzo Marra                    | 14      | -       | 10     |
| 5        | The ghost of you       | Daniela Brun                     | 17      | -       | 7 =    |
| 6        | L'île de lumière       | Fanny                            | 13      | -       | 11     |
| 7        | By your side           | Mario Pacchioli                  | -       | 36      | 2      |
| 8        | Heb ab                 | Irina                            | 10      | -       | 12     |
| 9        | You are pretty         | A-live                           | -       | 27      | 4      |
| 10       | Dove nascono gli amori | Antonella Lafortezza             | -       | 24      | 6      |
| 11       | La monde danse         | Caroline Agostinio               | -       | 29      | 3      |
| 12       | Celebrate              | Piero Esteriore & The MusicStars | -       | 38      | 1      |

## In Istanboel
Zwitserland moest als 3de aantreden op het festival in de halve finale, net na Wit-Rusland en voor Letland. Op het einde van de avond bleek dat ze op de laatste plaats waren geëindigd met 0 punten.
Nederland en België hadden geen punten over voor deze inzending.

### Gekregen punten

#### Halve Finale
| 12 punten | 10 punten | 8 punten | 7 punten | 6 punten |
| --------- | --------- | -------- | -------- | -------- |
|           |           |          |          |          |
| 5 punten  | 4 punten  | 3 punten | 2 punten | 1 punt   |
|           |           |          |          |          |

### Punten gegeven door Zwitserland

#### Halve Finale
| 12 punten | Servië en Montenegro  |
| 10 punten | Albanië               |
| 8 punten  | Bosnië en Herzegovina |
| 7 punten  | Portugal              |
| 6 punten  | Kroatië               |
| 5 punten  | Noord-Macedonië       |
| 4 punten  | Nederland             |
| 3 punten  | Griekenland           |
| 2 punten  | Oekraïne              |
| 1 punt    | Cyprus                |

#### Finale
| 12 punten | Servië en Montenegro  |
| 10 punten | Duitsland             |
| 8 punten  | Turkije               |
| 7 punten  | Albanië               |
| 6 punten  | Spanje                |
| 5 punten  | Bosnië en Herzegovina |
| 4 punten  | Griekenland           |
| 3 punten  | Kroatië               |
| 2 punten  | Cyprus                |
| 1 punt    | Noord-Macedonië       |

1956 · 1957 · 1958 · 1959 · 1960 · 1961 · 1962 · 1963 · 1964 · 1965 · 1966 · 1967 · 1968 · 1969 · 1970 · 1971 · 1972 · 1973 · 1974 · 1975 · 1976 · 1977 · 1978 · 1979 · 1980 · 1981 · 1982 · 1983 · 1984 · 1985 · 1986 · 1987 · 1988 · 1989 · 1990 · 1991 · 1992 · 1993 · 1994 · 1995 · 1996 · 1997 · 1998 · 1999 · 2000 · 2001 · 2002 · 2003 · 2004 · 2005 · 2006 · 2007 · 2008 · 2009 · 2010 · 2011 · 2012 · 2013 · 2014 · 2015 · 2016 · 2017 · 2018 · 2019 · 2020 · 2021 · 2022 · 2023 · 2024 · 2025